# 어느 여배우의 고백
"어느 여배우의 고백"은 한국에서 제작된 김수용 감독의 1967년 영화이다. 김진규 등이 주연으로 출연하였고 홍성칠 등이 제작에 참여하였다.

## 출연

### 주연
- 김진규
- 남정임
- 한성
- 허장강

### 조연
- 전창근
- 황정순
- 전계현

## 기타
- 조명: 손영철
- 조감독: 이원세
- 미술: 홍성칠